# 행동장애
행동장애(行動障碍)는 신체 기능에 결함이 발생하여 인간다운 행동을 취하는 것이 곤란한 장애를 말한다. 고령자의 경우 노화가 행동장애가 발생하는 원인이 되고 있다. 보행이나 동작 등에 한정하지 않고, 생각하는 등 내면적이고 눈에 보이지 않는 형태의 행동에 문제가 발생하는 경우에도 행동장애로 본다.

## 같이 보기
- 주의력결핍과잉행동장애(ADHD)
- 분노조절장애(IED)